# Jacques Mouvet
Jacques Mouvet (* 16. Dezember 1912 in Ixelles; † nach 1949) war ein belgischer Bobsportler.

## Karriere
Jacques Mouvet, der von Beruf Börsenmakler war, gewann bei der Weltmeisterschaft 1947 die Silbermedaille im Vierer- und Bronze im Zweierbob. Bei den Olympischen Winterspielen 1948 gewann Mouvet gemeinsam mit Louis-Georges Niels, Alfred Mansveld und Pilot Max Houben die Silbermedaille im Viererbob-Wettbewerb. Im Zweierbob-Wettbewerb mit Max Houben wurde er Zehnter.
Bei der Weltmeisterschaft 1949 wurde der Bob von Mouvet und Houben in einem Trainingslauf aus einer Kurve geschleudert. Mouvet erlitt dabei eine schwere Rückenverletzung und brach sich den Schädel. Houben starb an der Unfallstelle.